# 加蘭 (緬因州)
加蘭（英語：Garland）是一個位於美國緬因州佩諾布斯科特縣的鎮。

## 人口
根據2020年美國人口普查的數據，加蘭的面積為98.26平方千米，當中陸地面積為97.56平方千米，而水域面積為0.70平方千米。當地共有人口1026人，而人口密度為每平方千米10人。